# В повесть Некрасову
«В повесть Некрасову» — задуманное, но ненаписанное произведение русского писателя XIX века Фёдора Михайловича Достоевского. Замысел произведения относится к 1876—1877 годам. Впервые материалы с упоминанием произведения были опубликованы в 1971 году.
Исследователи выделили три фрагмента, относящихся к данному замыслу. Объединяющим фактором послужили комментарии Достоевского к данным наброскам. Предположительно, писатель хотел передать в произведении мещанскую среду. Все материалы перекликаются с черновиками другого задуманного произведения — «Слесарек».
В первом фрагменте автор дал общую характеристику предполагаемого произведения и главного героя. Предположительно, в мае-июне 1877 года этот фрагмент мог быть включен в главу «План обличительной повести из современной жизни» в «Дневнике писателя». Во втором фрагменте Достоевский сделал наброски речи персонажа. Третий фрагмент представляет собой также черновые материалы двух диалогов, перекликающихся с набросками романа «Мечтатель» и произведения «Слесарек».